# Hannes Hegen

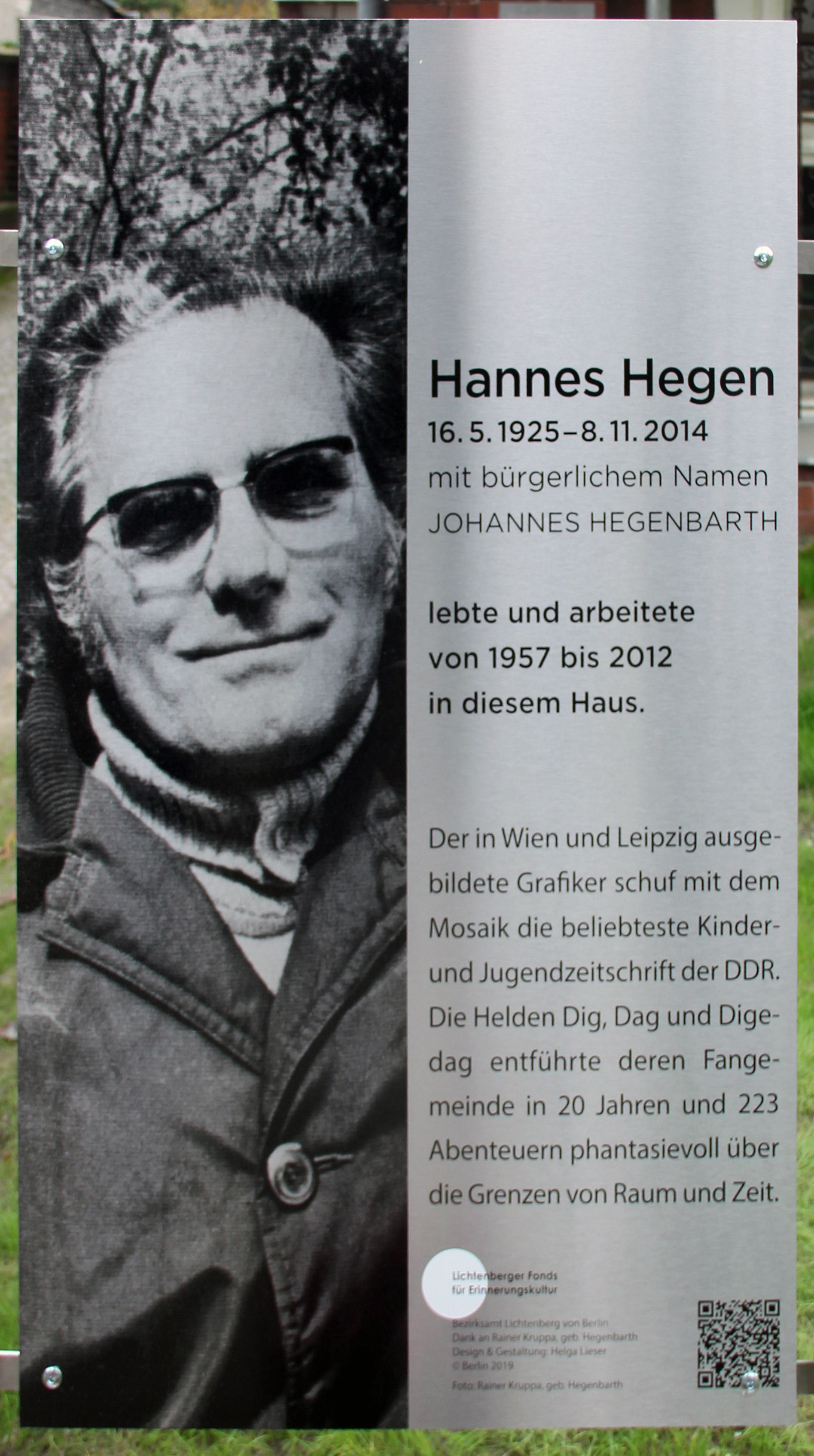
Tablica na domu Hannesa Hegena, Waldowallee 15 w Berlinie-Karlshorst.

Autograf autorstwa Hannesa Hegena.

Hannes Hegen, właśc. Johannes Eduard Hegenbarth (ur. 16 maja 1925 w Böhmisch Kamnitz, zm. 8 listopada 2014 w Berlinie) – niemiecki ilustrator i karykaturzysta, twórca wschodnioniemieckiego komiksu Mosaik. Był spokrewniony z grafikiem Josef Hegenbarth i aktorką Wolke Hegenbarth.
Studiował w Akademii Sztuk Pięknych w Wiedniu i w Akademii Sztuk Wizualnych w Lipsku. Po ukończeniu studiów pracował dla kilku magazynów jako ilustrator w Berlinie. Od grudnia 1955 roku do 1975 tworzył przygody Digedags dla magazynu Mosaik. Wydawnictwo opuścił wraz z prawami autorskimi do wykreowanych przez siebie postaci.
Hegen żył w Berlinie i zajmował się wydawaniem reprintów swoich komiksów. W 2008 roku został uhonorowany nagrodą Maxa i Moritza (nagroda nadawana od 1984 dla komiksów niemieckojęzycznych), przyznaną mu na wystawie w Erlangen.